# Elian
Elian ist ein überwiegend männlicher Vorname.

## Herkunft und Bedeutung
Für den Namen Elian kommen verschiedene Herleitungen in Frage:
- Im Niederländischen ist Elian eine geschlechtsneutrale Variante verschiedener Namen, die mit Eli- beginnen,[1] primär von Elia.[2]
- Der männliche französische Namen Elian [eˈljɑ̃], auch Élian, geht aufs Cognomen Aelianus zurück[3][4], der sich vom römischen Gentilname Aelius ableitet[5], der wiederum vermutlich von altgriechisch ἥλιος hēlios „Sonne“ abgeleitet wird.[6]
- Des Weiteren kann es sich um eine männliche Variante von Eliana handeln.[4]

Der spanische Name Elián [eˈljan] geht im Falle von Elián Gonzalez auf eine Kombination der Namen seiner Eltern, Elizabeth und Juan, zurück.

## Verbreitung
In den Niederlanden wird der Name Elian nur selten vergeben. Als Jungenname kam er dort ab den 1970er Jahren auf, gewann in den 1990er Jahren an Popularität und wird primär seit den 2000er Jahren vergeben. Besonders beliebt war er im Jahr 2011, als er an 17 Jungen vergeben wurde. Er wird jedoch deutlich häufiger als Zweitname gewählt. Als Mädchenname kam er bereits in den 1940er Jahren gelegentlich vor und wurde ab den späten 1960er Jahren etwas häufiger gewählt. Besonders beliebt war er in den Jahren 1989 (7 Namensträger) und 1995 (8 Namensträger). Seit der Jahrtausendwende wird er kaum noch als Frauenname gewählt. Für Mädchen wurde er häufiger als Rufname gewählt.
In den USA sprang Elian als Jungenname im Jahr 2000 in die Top-1000 der Vornamenscharts und erreichte sofort Rang 426. Bereits im darauffolgenden Jahr fiel die Popularität deutlich ab. Von 2002 bis 2002 fand er sich unter den letzten 200 Rängen der Top-1000. Seit 2011 nimmt die Beliebtheit des Namens kontinuierlich zu. 2019 stieg er in die Top-400 der Vornamenscharts auf, bereits drei Jahre später erreichte er die Top-300 der Hitliste. Zuletzt stand Elian auf Rang 235 der Vornamenscharts (Stand 2023).
Der Jungenname Elian erreichte in Frankreich nie eine große Popularität. Seine erste Beliebtheitswelle hatte der Name von den 1930er bis 1960er Jahren. Dabei erreichte er von 1948 bis 1957 die Top-300 der Vornamenscharts (höchste Platzierung: Rang 241 im Jahr 1948). Von 2000 bis 2009 zählte er erneut zur Top-500 der Hitliste, konnte jedoch die Top-400 nicht erreichen.
In Chile zählt Elian als männlicher Vorname seit 2016 zur Top-100 der Vornamenscharts. Im Jahr 2021 erreichte er Rang 75 der Hitliste.
Elian ist in Deutschland seit der Mitte der 2000er Jahre primär als Jungenname geläufig. Seitdem gewann er immer weiter an Popularität. Im Jahr 2023 belegte er in den Vornamenscharts Rang 115.

## Varianten
- Englisch: Aelian
- Französisch: Élian
- Italienisch: Eliano
- Latein: Aelianus
- Spanisch: Elián
- Portugiesisch: Eliano

Für Varianten von Elia: siehe Elias#Varianten
Für weibliche Varianten: siehe Eliana#Varianten

## Namensträger

### Männliche Namensträger
- Elian Dimitrow (* 1991), bulgarischer Boxer
- Elián González (* 1993), kubanischer Politiker und ehemaliger Flüchtling
- Elian Goux (* 2001), argentinischer Handballspieler
- Elián Larregina (* 2000), argentinischer Sprinter
- Elian Lehto (* 2000), finnischer Skirennläufer
- Shayne Elian Jay Pattynama (* 1998), niederländisch-indonesischer Fußballspieler

- Elian von Homs († zwischen 284 und 312), frühchristlicher Märtyrer
- St. Elian (6. Jh.), keltischer Missionar

### Weibliche Namensträger
- Elian McCready, Designerin und Schriftstellerin